# ای-ترین (صورت‌فلکی ماهواره‌ای)

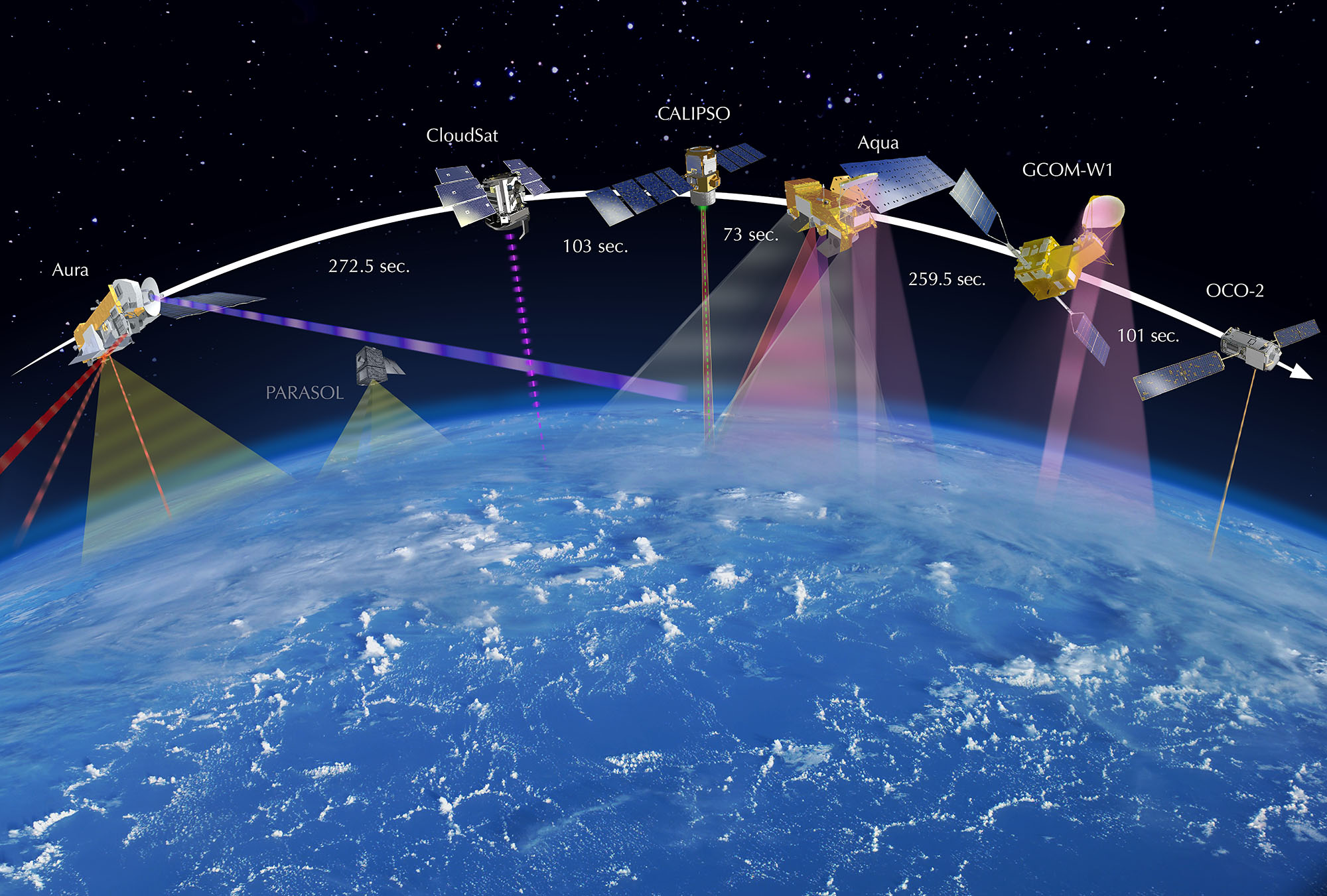
از سال ۲۰۱۸ ای-ترین از ۵ ماهواره تشکیل می‌شده‌است و دو ماهوارهٔ رصدخانه مدارگرد کربن و گلوری، دیگر بخشی از این صورت فلکی ماهواره‌ای نبوده‌اند. از ژانویه ۲۰۱۹، با انتقال کلودست ای-ترین از ۴ ماهواره تشکیل شده‌است

صورت فلکی ماهواره‌ای اِی-تِرِین (به انگلیسی: A-train) به معنی (قطار بعد از ظهر)، مجموعه‌ای ماهواره‌ای متشکل از پنج ماهواره‌های دیدبانی زمین از ملیت‌های گوناگون در مدار خورشیدآهنگ در فرازای ۷۰۵ کیلومتری (۴۳۸ مایل) بر فراز زمین است.
مدار این ماهواره‌ها، با گرایش ۹۸٫۱۴ درجه، هر روز در حدود ساعت ۱:۳۰ بعد از ظهر به زمان خورشیدی از استوا عبور می‌کند که به همین مناسبت این صورت فلکی ماهواره‌ای ای ("A" کوتاه‌شدهٔ Afternoon "بعد از ظهر" است)) و دوباره در شب، حدود ساعت ۱:۳۰ پس از نیمه‌شب از خط استوا می‌گذرد.
این ماهواره‌ها در فاصلهٔ چند دقیقه‌ای از یک‌دیگر فاصله دارند تا مشاهده‌های دسته‌جمعی آن‌ها بتواند برای ساختن تصویرهای با کیفیت بالا از جو زمین و سطح زمین در فضای سه‌بعدی استفاده شود.

## ماهواره‌ها

### فعال
ای-ترین، از ژانویه ۲۰۱۹، شامل چهار ماهواره فعال است:
- رصدخانه مدارگرد کربن ۲، ماهوارهٔ مقدم در صف و جایگزین رصدخانه مدارگرد کربن OCO (ناموفق) است و در تاریخ ۲ ژوئیه ۲۰۱۴ برای ناسا راه‌اندازی شد.
- مأموریت مشاهده تغییر جهانی (GCOM-W1)؛ که با فاصلهٔ ۱۱ دقیقه مدارگرد کربن ۲ را دنبال می‌کند، توسط جاکسا در ۱۸ مهٔ ۲۰۱۲ راه‌اندازی شد.
- آکوا، با فاصلهٔ ۴ دقیقه پس از GCOM-W1 در حرکت است و در تاریخ ۴ مه ۲۰۰۲ برای ناسا راه‌اندازی شد.
- آئورا، یک ماهوارهٔ چند ملیتی است و با فاصلهٔ ۱۵ دقیقه در پی آکوا حرکت می‌کند. آئورا به دلیل اختلاف مداری مسیر حرکت، ۸ دقیقه دیرتر به استوا می‌رسد تا بتواند با آکوا هماهنگی یابد. راه‌اندازی شده آئورا برای ناسا در تاریخ ۱۵ ژوئیه ۲۰۰۴ صورت گرفت.

### پیشین
- پاراسل) o.[۵]
- کلودست[۶]
- کالیپسو.[۷]